# Baraboliszki
Baraboliszki (lit. Baraboliškė) – dawny zaścianek na Litwie, w okręgu uciańskim, w rejonie ignalińskim, w gminie Ignalina.

## Historia
W czasach zaborów zaścianek w guberni wileńskiej Imperium Rosyjskiego.
W dwudziestoleciu międzywojennym zaścianek leżał w Polsce, w województwie wileńskim, w powiecie święciańskim, w gminie Kołtyniany.
W 1931 w 1 domu zamieszkiwało 6 osób.
Od 1945 roku w Litewskiej Socjalistycznej Republice Radzieckiej.
Miejscowość została zlikwidowana w 1982 roku.